# Weltpostkongress 1897
Der fünfte Weltpostkongress fand 1897 in Washington, D.C. statt. Am 5. Mai wurde er in der ehemaligen Corcoran-Kunstgalerie in feierlicher Weise eröffnet. Bei der Eröffnung waren 91 Vertreter von 55 Ländern zugegen, darunter auch China und Korea, die dem Weltpostverein zum damaligen Zeitpunkt noch nicht angehörten, hatten Delegierte entsandt. Die Delegierten waren entweder im Frack oder in großer Gala-Uniform erschienen, zum großen Teil – wie die amerikanischen Zeitungen besonders hervorhoben – die Brust mit glänzenden Orden geschmückt. Am malerischsten nahmen sich die Vertreter aus dem fernen Orient in ihren bauschigen Seidengewändern aus. Die Koreaner trugen ihre viereckige hohe Kopfbedeckung und die Türken ihren Fes. Die Begrüßungsrede hielt der Generalpostmeister der Vereinigten Staaten James Albert Gary, in englischer Sprache, eine französische Übersetzung der Rede war auf die Plätze der Kongressmitglieder niedergelegt worden. Der Generalpostmeister hieß die Versammelten im Namen der Vereinigten Staaten und der Bundeshauptstadt willkommen als die Friedensboten eines die Welt umschlingenden Bundes, als die Anwälte des internationalen Verkehrs, der die räumlich noch so weit getrennten Völker in engere Beziehungen bringt. Er wies in einem kurzen Resümee auf die außerordentliche Entwicklung hin, die der Weltpostverein genommen und auf die großen Erfolge, die er erzielt hat.
Der USA-Generalpostmeister James Albert Gary gedenkt des am 8. April 1897 verstorbenen Heinrich von Stephans als „Seele des Postwesens der Welt“.
Die Transitfrage bildete den Hauptgegenstand der Erörterungen. Dank der Bereitwilligkeit der in Mitleidenschaft gezogenen Verwaltungen gelang eine Einigung über neue Bestimmungen, die in den Grenzen des Möglichen allen geltend gemachten Belangen Rechnung trugen. Dabei wird die bisherige regelmäßige Transitstatistik, unbeschadet besonderer Ermittlungen bei starker Veränderung der Leistungen, grundsätzlich aufgehoben. Den weiteren Zahlungen werden die Ergebnisse der Statistik vom Mai 1896 zugrunde gelegt und die Vergütungssätze für den Land- und Seetransit von Jahr zu Jahr bis 1902 gesenkt. Weniger bedeutende Vergütungen kommen in Wegfall. Der Kongress beschäftigte in besonderem Maß auch die Freimarkenfrage. Er einigte sich auf die Bestimmung, dass Freimarken mit beschränkter Gültigkeit, die aus einem besonderen, nur das Ausgabeland berührenden Anlass hergestellt sind, wie die sogenannten Erinnerungsmarken (Jubiläumsmarken), im internationalen Verkehr keine Gültigkeit mehr haben sollten, ferner dass die im internationalen Verkehr hauptsächlich Verwendung findenden Freimarken zu 25 Centimen (einfache Brieftaxe) soweit möglich in Dunkelblau, Freimarken zu 10 Centimen (Postkarten) in Rot und Freimarken zu 5 Centimen (Drucksachen) in Grün auszuführen sind.
Das Vereinsgebiet, das 1875 eine Ausdehnung von 37 Millionen km² und eine Bevölkerung von 350 Millionen Einwohnern hatte, umfasste 1897 eine Fläche von 102 Millionen km² und eine Bevölkerung von 1.075 Millionen Einwohnern.